# Länsrätt

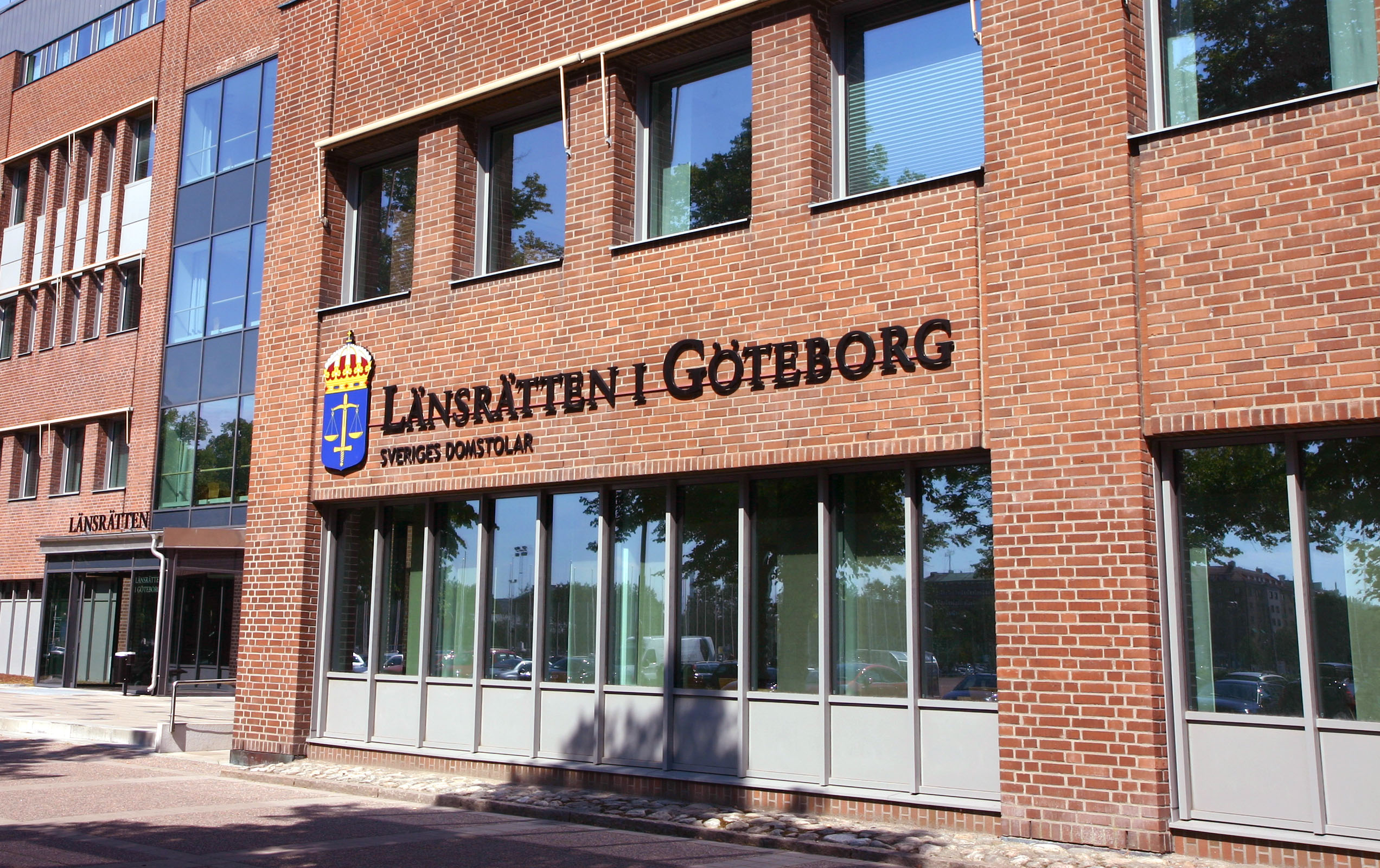
Länsrätten in Göteborg

Ein Länsrätt war in Schweden das Verwaltungsgericht erster Instanz von 1979 bis 14. Februar 2010. In jedem schwedischen Län bestand ein Länsrätt, mit Ausnahme des Västra Götalands län, in dem es aufgrund der vormaligen Läneinteilung drei gibt (in Göteborg, Vänersborg und Mariestad). Rechtsmittel gegen Entscheidungen des Länsrätt sind gegeben zum Kammarrätt und weiter zum Regeringsrätten (seit 2011 Högsta förvaltningsdomstolen).
Eingerichtet wurden diese Gerichte 1979 zur Kontrolle von Verwaltungsentscheidungen. Seit 2006 fungierten die Gerichte in Göteborg, Malmö und Stockholm als Gerichte für Ausländerrecht (migrationsdomstol).
Am 15. Februar 2010 wurden die Länsrätter durch Förvaltningsrätter ersetzt.